# Sylwerianowo
Sylwerianowo – dawna kolonia. Tereny, na których była położona, leżą obecnie na Białorusi, w obwodzie witebskim, w rejonie brasławskim, w sielsowiecie Mieżany.
Inna nazwa miejscowości to Zaracze-Sylwerianowo

## Historia
W latach 1921–1945 kolonia leżała w Polsce, w województwie nowogródzkim (od 1926 w województwie wileńskim), w powiecie brasławskim, w gminie Brasław.
Według Powszechnego Spisu Ludności z 1921 roku zamieszkiwało tu 26 osób, 23 były wyznania rzymskokatolickiego a 3 prawosławnego. Jednocześnie 16 mieszkańców zadeklarowało polską przynależność narodową a 10 białoruską. Było tu 5 budynków mieszkalnych. W 1931 w 5 domach zamieszkiwało 31 osób.
Kolonia należała do parafii rzymskokatolickiej w Brasławiu. W 1933 podlegała pod Sąd Grodzki w Brasławiu i Okręgowy w Wilnie; właściwy urząd pocztowy mieścił się w Brasławiu.